# Mount Ester
Mount Ester är ett berg i Antarktis. Det ligger i Östantarktis. Australien gör anspråk på området. Toppen på Mount Ester är 2 216 meter över havet, eller 19 meter över den omgivande terrängen. Bredden vid basen är 0,76 km.
Terrängen runt Mount Ester är platt åt nordväst, men åt sydost är den kuperad. Trakten är obefolkad. Det finns inga samhällen i närheten.